# Paul Lindner (Mikrobiologe)
Paul Lindner (* 24. April 1861 in Giesmannsdorf bei Neiße; † 4. Januar 1945 in Donaueschingen) war ein deutscher Mikrobiologe, der sich mit den an den Gärungsprozessen bei der Herstellung von Nahrungs- und Genussmitteln – besonders von alkoholischen Getränken wie Bier, Pombe und Pulque – beteiligten Mikroorganismen befasste und auch die Hefereinzucht verbesserte.

## Leben
Nach einem abgebrochenen Ingenieurstudium an der Bauakademie zu Berlin studierte Paul Lindner ab 1881 Naturwissenschaften in Breslau, Leipzig und Berlin. 1886 arbeitete beim Mediziner und Mikrobiologen Robert Koch. Als Leiter der Abteilung für Reinkultur (1887–1928) am Institut für Gärungsgewerbe und Stärkefabrikation bei der Landwirtschaftlichen Hochschule Berlin wandte er Kochs Methode der Reinkultur auf die Untersuchung von gärungstechnischen Mikroorganismen an, die insbesondere im brautechnischen Wesen eine Rolle spielen. Seine Dissertation zu „Sarzinaorganismen des Gärungsgewerbes“ schloss er 1888 an der Friedrich-Wilhelms-Universität zu Berlin ab. 1897 wurde er zum Professor ernannt. 1911 hält Lindner Vorträge in den USA. 1923 wird er für eine wissenschaftliche Tätigkeit in Mexiko für zwei Jahre beurlaubt. Die letzten Lebensjahre verbrachte er in Freiburg im Breisgau. Am 4. Januar 1945 verstarb er in einem Krankenhaus in Donaueschingen.

### Mikrobiologie
Lindner beschrieb als erster die Spalthefe Schizosaccharomyces pombe sowie die Bakterien Pediococcus acidilactici, Sarcina maxima und Zymomonas mobilis (als Thermobacterium mobile).
Für die Zucht von Hefen entwickelte er eigenes zylindrischen Glasgefäß als sterilere Alternative zur Petrischale, das er auch für populärwissenschaftliche Demonstrationszwecke einsetzte. Er verbesserte und führt neue Kulturmethoden, wie die Tröpfchen-, Federstrich und Pinselstrichkultur ein. Lindner setzt sich auch für die Etablierung eines eigenen Instituts für die technische Mikrobiologie ein. Von 1919 bis 1925 war er Herausgeber der Zeitschrift für technische Biologie.
Moderne wissenschaftliche Visualisierungsverfahren mittels Mikroskop und Fotografie spielen eine zentrale Rolle in seiner Arbeit. Als erstes Resultat dieser Forschungstätigkeit erschien 1903 der umfangreiche Atlas zur mikroskopischen Grundlagen der Gärungskunde, der 418 Einzelbilder enthielt.

### Schattenaufnahmen und "Kameralose Photographie"
1911 experimentiert er erstmal mit einem Lichtpausverfahren, um die von ihm gezüchteten „Pilzrosen“ ohne Kamera direkt auf einem Photopapier festzuhalten. In den Jahren darauf entwickelt er das flächige Lichtpausverfahren weiter zu den „Hellschattenaufnahmen“, in denen er die Schatten dreidimensionaler Körper, seien es Organismen oder Bierschaum, in verschiedenen Aufnahmeverfahren kameralos festhält. Als Lichtquelle entwickelte er in seinem Labor eine spezielle optische Vorrichtung, um die Gegenstände in parallelem Licht zu projizieren. Dieses künstliche Sonnenlicht erlaubte hochaufgelöste Schattenaufnahmen. Neben den Hellschattenaufnahmen auf Negativpapier fertigte er auch positive Schattenaufnahmen auf farbigen Autochromeplatten an. Paul Lindner nimmt mit seinen Hellschattenaufnahmen, deren Entwicklungsstand er in zahlreichen Zeitschriftenbeiträgen festhält, ähnliche Verwendungen in einem künstlerischen Kontext, wie den Schadographien von Christian Schad, den Rayographien von Man Ray oder den Fotogrammen von Moholy-Nagy nicht nur technisch vorweg, sondern er reflektiert sein Verfahren auf ganz eigene Weise.
1920 resümierte Paul Lindner seine schattenbildnerische Arbeit unter dem Titel Photographie ohne Kamera als Band 29 in der seit 1892 erscheinenden Photographischen Bibliothek. Die zahlreichen Anleitungen lassen das Buch vordergründig als Photohandbuch oder Teil der photographischen Unterhaltungsliteratur erscheinen. Lindner setzt dabei sein neues Verfahren nicht nur vergleichend in eine Beziehung zur Geschichte der Kameraphotographie, sondern mit der Geschichte der lichtempfindlichen Schicht und verbindet es mit verschiedenen druckgraphischen Prozessen, insbesondere dem Naturselbstdruck und verschiedenen Lichtpausverfahren. Das Besondere an dem Buch entfaltet sich aber in der 18-seitigen Einleitung und den Schlusstext des Buches, in dem der Braubiologe eine Art Naturgeschichte von Licht und Schatten entfaltet und seinen eigenen Sensibilisierungsprozess für die „Raumkunst“ von Schatten beschreibt.

## Ehrentaxon
Lindner zu Ehren benannten Wolfgang Henninger und Siegfried Windisch 1975 die Hefe Pichia lindneri.

## Werke
- Über ein neues in Malzmaischen vorkommendes, milchsäurebildendes Ferment. In: Wochenschrift für Brauerei, 1887, 4, S. 437–440.[4]
- Die Sarcina Organismen der Gärungsgewerben. Inaugural-Dissertation, Friedrich-Wilhelms Universität, Berlin 1888, pp. 1–59.[5]
- Schizosaccharomyces pombe nova species. In: Wochenschrift für Brauerei, Nr. 10, 1893, S. 1298
- Atlas der mikroskopischen Grundlagen der Gärungskunde mit bes. Berücks. d. biolog. Betriebs-Kontrolle. P. Parey, Berlin
- (mit Hans von Euler) Chemie der Hefe und der alkoholischen Gärung. Akad. Verlagsges., Leipzig 1915 (Digitalisat)
- Goldene Regeln der Reinlichkeit für den Brauereibetrieb. Institut für Gärungsgewerbe: Berlin 1916, 2. verb. Aufl.
- Beiträge zur Naturgeschichte der alkoholischen Gärung. Berlin: Francken & Lang, 1920
- Photographie ohne Kamera. Union, Berlin 1920
- Entdeckte Verborgenheiten aus dem Alltagsgetriebe des Mikrokosmos. Berlin: Parey, 1923
- Eine Gärungsbakterie aus der Milch der „grünen Kühe“ und ihre Verwertbarkeit in der Milchwirtschaft. In: Paul Funke, der Mann und sein Werk. Festschrift zur Feier d. 25jähr. Geschäftsjubiläums / Unter Mitw. von … Hrsg. von Kurt Teichert. Süddt. Molkerei-Zeitung, Kempten im Allgäu.
- Alkohol in der Natur. Norddeutsches Druck- u. Verlagshaus, Hannover 1927
- Gärungsstudien über Pulque in Mexiko. Bericht des Westpreussischen Botanisch-Zoologischen Vereins, 50 (Jubiläum N°.,), 1928, pp. 253–255[6]
- Mikroskopische und biologische Betriebskontrolle in den Gärungsgewerben; mit besonderer Berücksichtigung der Brauerei, zugleich eine Einführung in die technische Biologie, Hefenreinkultur, Infektionslehre und allgemeine Gärungskunde. P. Parey, Berlin 1930, 6., neubearb. Aufl.